# Omega (relojería)
Omega es un fabricante de relojes de lujo con base en Biel/Bienne, Suiza, perteneciente al Grupo Swatch.  
Dada su larga tradición, su popularidad, el haber sido el reloj empleado por los astronautas en la Luna, su prolongada relación con el cronometraje deportivo y el ser patrocinador de los Juegos Olímpicos, la firma Omega es uno de los emblemas de la industria relojera suiza.

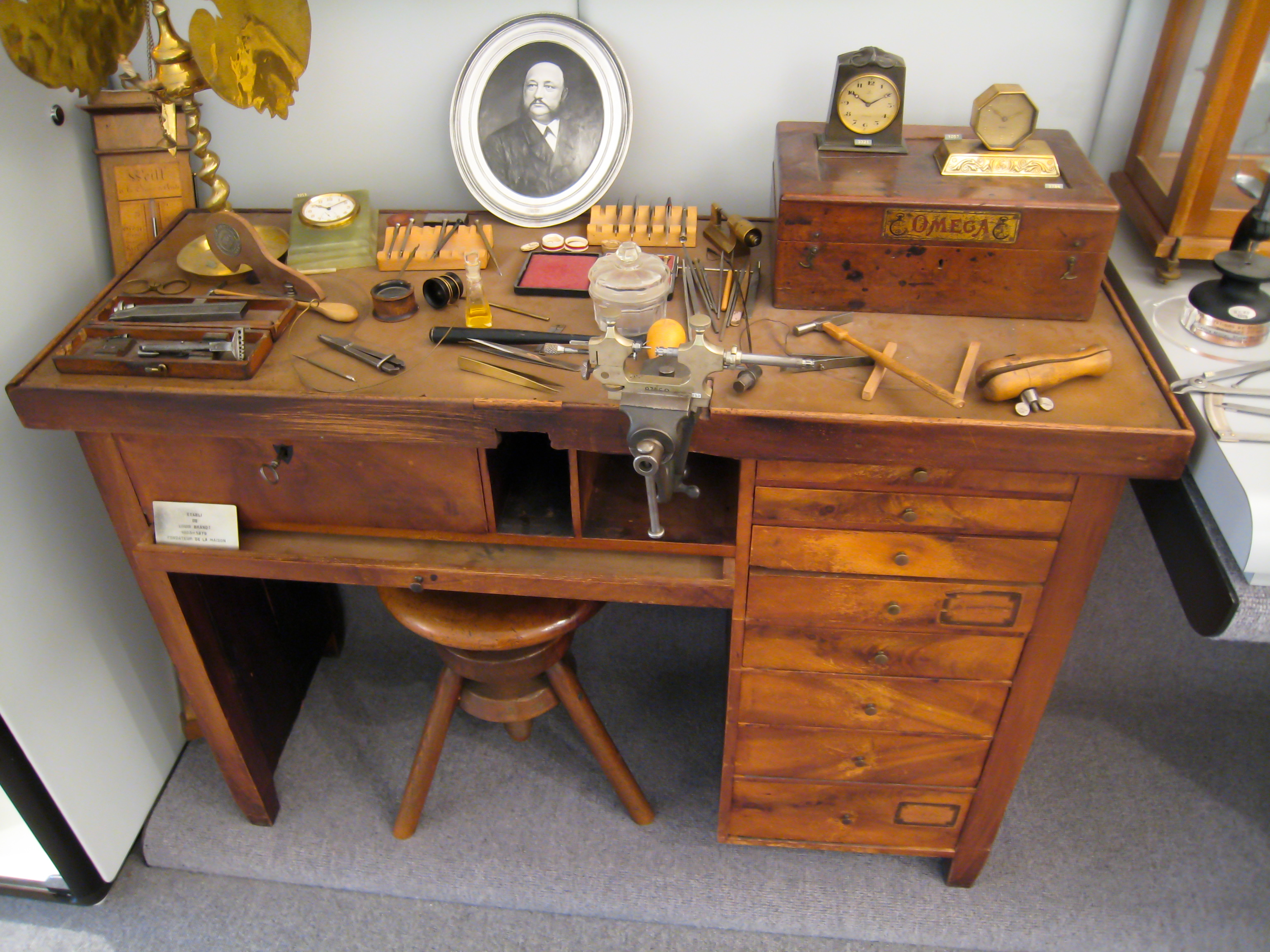
Taller de Louis Brandt.

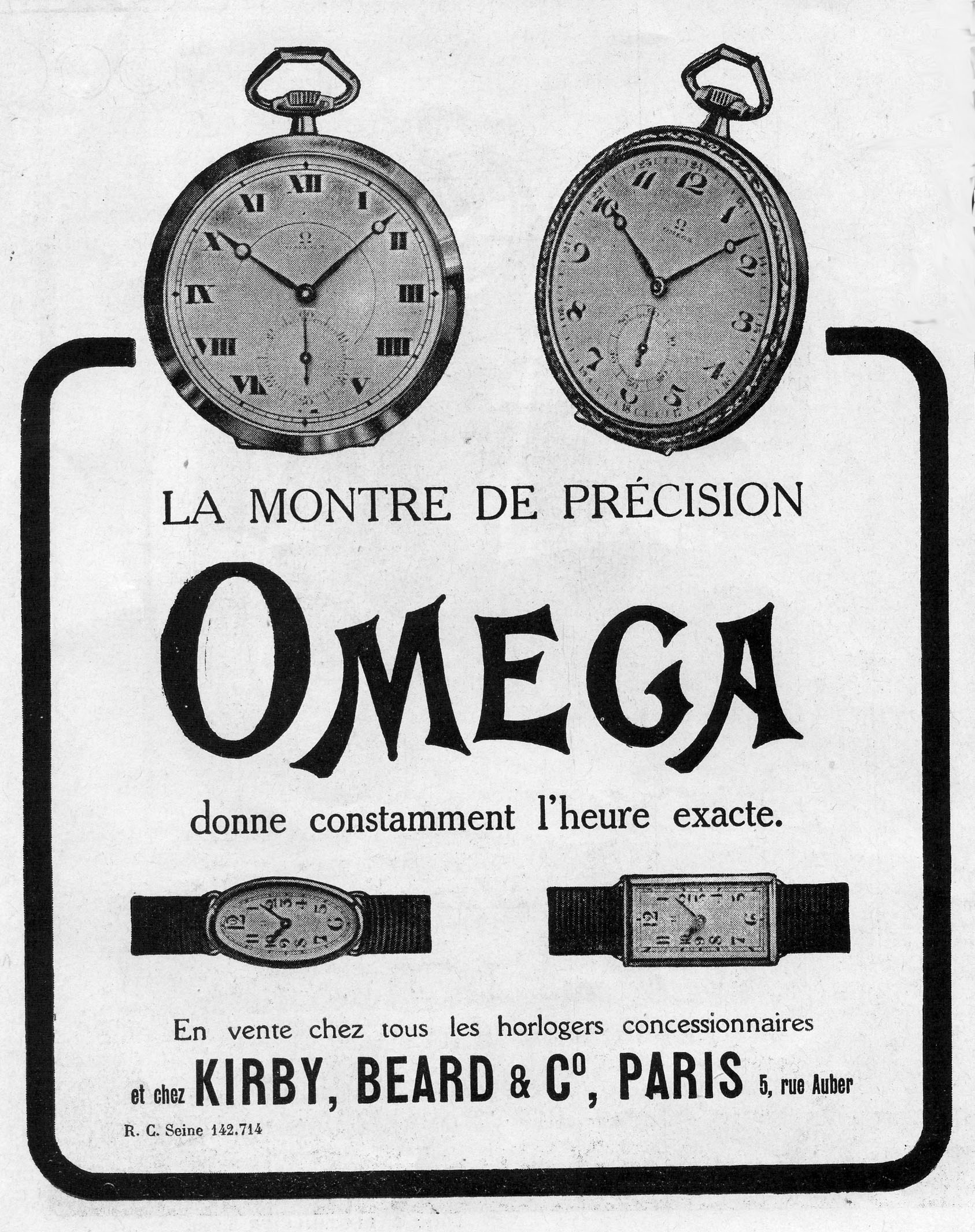
Publicidad de Omega de 1923.

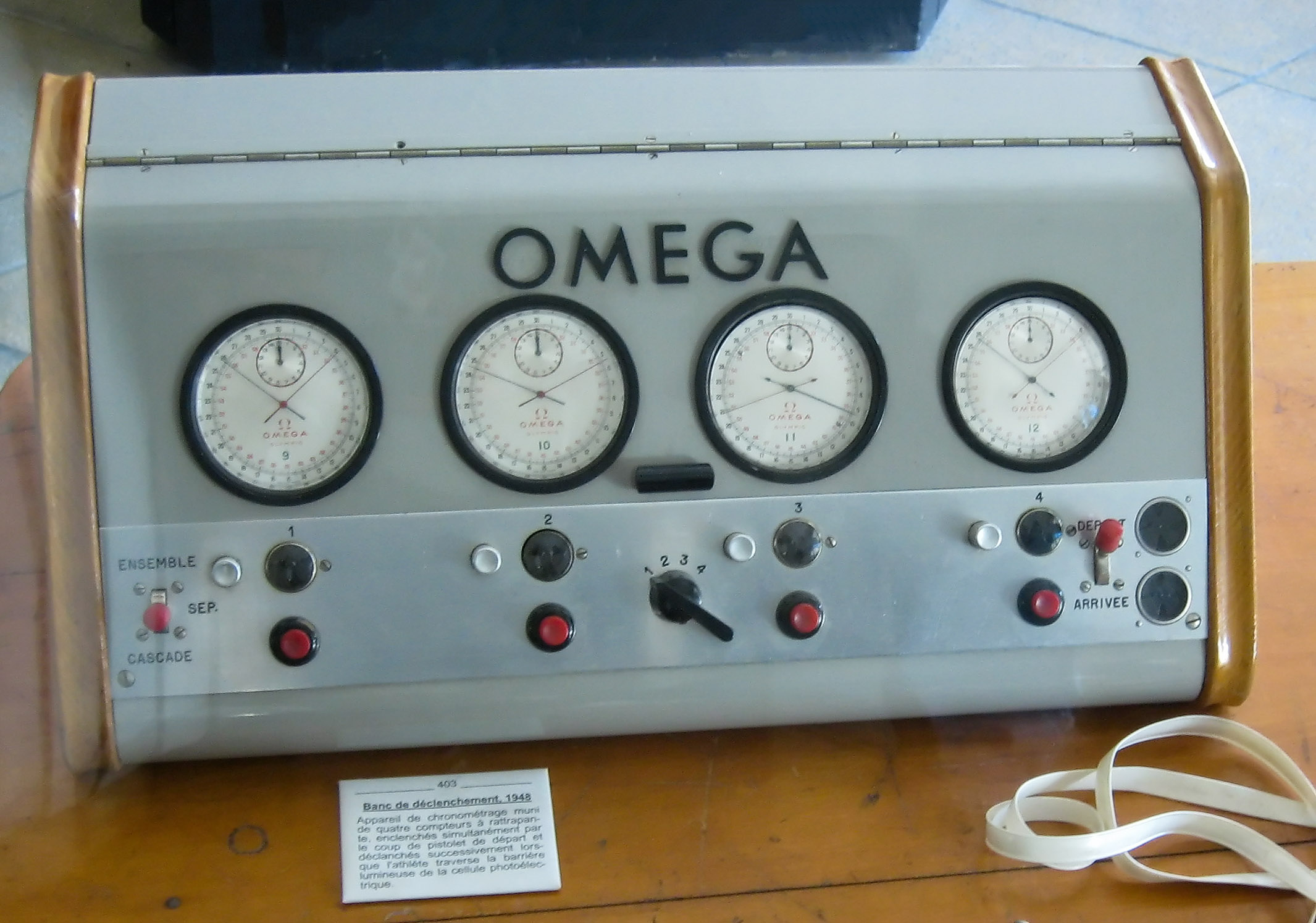
Contador de tiempo automático de Omega de 1948.

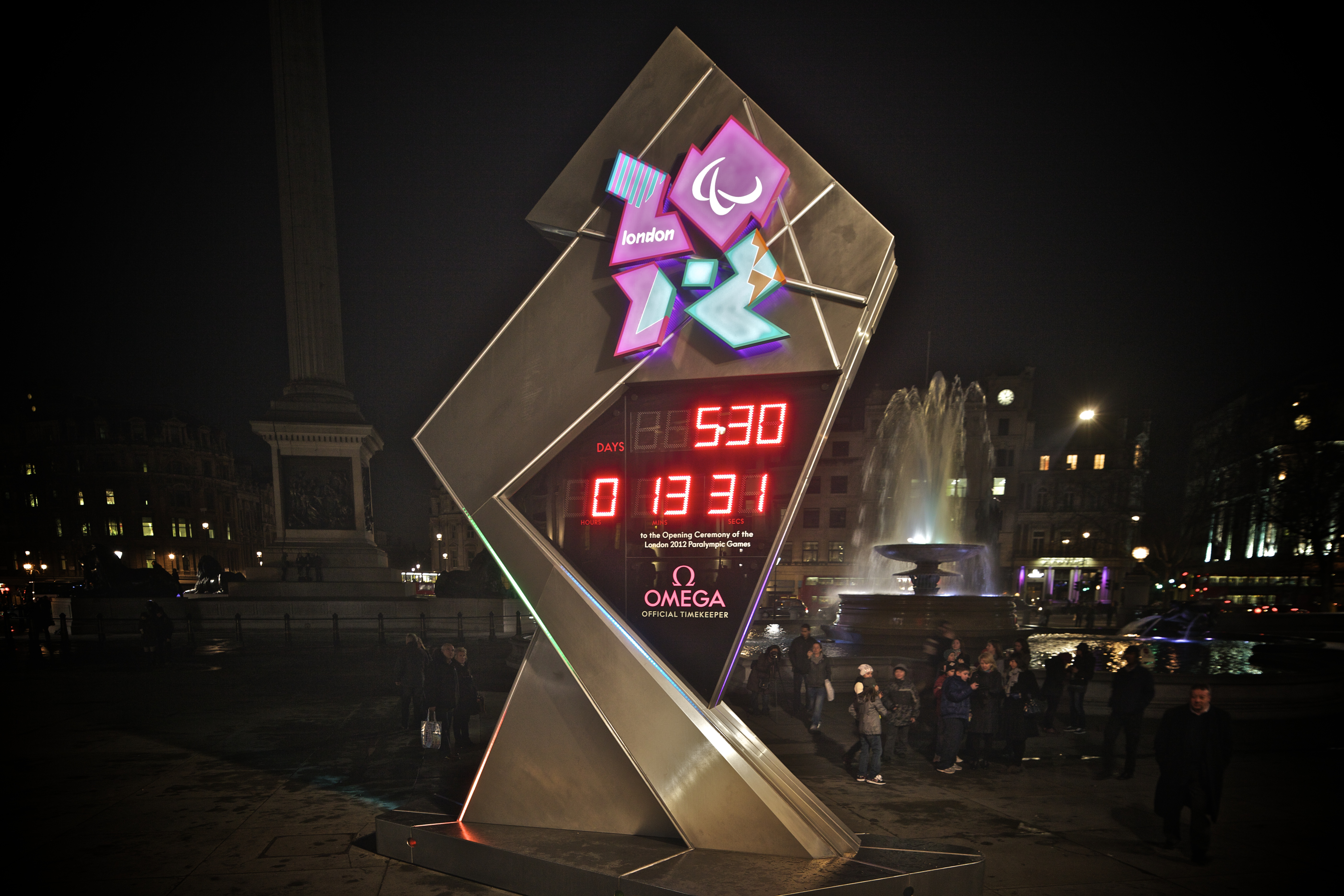
Reloj Omega de cuenta regresiva para los Juegos Olímpicos de Londres 2012.

## Historia

### Fundación
Omega fue fundada en 1848 en La Chaux-de-Fonds, Suiza, por un relojero de 23 años, Louis Brandt, quien ensamblaba relojes con partes suministradas por relojeros locales. Después de la muerte de Louis Brandt en 1879, sus dos hijos Louis-Paul y César, tuvieron problemas con algunos suministros de calidad regular, por lo que abandonaron el ensamblaje de mecanismos de terceros en favor del control de la producción que les daba montar sus propios mecanismos. La compañía se trasladó a la ciudad de Biel/Bienne en 1880 debido a mayores facilidades para encontrar mano de obra y suministros, donde todavía sigue localizada. Sus primeros calibres propios, Labrador y Gurzelen, así como el famoso calibre Omega de 1894, fueron un éxito de mercado. 
La compañía debe su nombre a la última letra del alfabeto griego, omega (Ω), símbolo del límite de la perfección en cualquier actividad.

### Fusión
Louis-Paul y César Brandt murieron en 1903, dejando una compañía que producía 240,000 relojes al año y empleaba a 800 personas en manos de 4 descendientes, el mayor de los cuales, Paul-Emile Brandt, apenas contaba con 24 años y dirigiría la compañía durante el siguiente medio siglo. Durante la Primera Guerra Mundial se comienza a generalizar la producción de relojes de pulsera en detrimento de los de bolsillo. El Real Cuerpo Aéreo británico eligió en 1917 a los relojes Omega como cronómetros oficiales para sus unidades de combate, al igual que el ejército de los Estados Unidos en 1918. Las dificultades económicas producidas durante la Primera Guerra Mundial hicieron que acabara fusionándose en 1925 con la compañía Tissot, para formar el grupo relojero SSIH en Ginebra. 
En 1948 se presenta el Seamaster, primer reloj resistente a agua. En 1952 se inicia la serie Constellation. En 1957, se presenta el Speedmaster, que pocos años después se haría famoso en el espacio. Y en 1960 sale al mercado la gama DeVille. Los cuatro nombres han llegado hasta nuestros días, siendo las cuatro series actuales de la firma.
Bajo el liderazgo de Brandt y, a partir de 1955 el de Joseph Reiser, el grupo SSIH continuó creciendo, creando o absorbiendo alrededor de 50 compañías, entre las que se encontraba Lémania, la cual ha fabricado los calibres cronográficos más famosos de Omega. En el periodo de mediados de los años 1960 y los primeros de la década de 1970 se vive la era dorada de Omega, con los astronautas llevando el Speedmaster a la Luna, y teniendo en catálogo muy codiciados modelos como el Seamaster 300, PloProf, Flightmaster, Speedmaster Mk.II o f300Hz. En los años 1970, SSIH era el primer productor suizo de relojes y el tercero del mundo.

### Absorción
Sin embargo, la crisis de los 70 y la aparición de la competencia japonesa con firmas como Seiko o Citizen, la aparición de relojes más precisos y baratos de cuarzo y los digitales LCD hizo que la industria relojera suiza se tambaleara y SSIH acabara embargada por los bancos en 1981. Seiko trató de hacerse con la compañía, pero las conversaciones fracasaron. 
El otro gran grupo relojero suizo, Allgemeine Schweizerische Uhrenindustrie AG (ASUAG), también andaba en dificultades. ASUAG era dueña de varias marcas como Longines, Rado, Certina y Mido; pero asimismo dueño de Ébauches, el principal fabricante suizo de movimientos, también resultado de la fusión de varios fabricantes. Después de una drástica reestructuración financiera, las dos compañías se fusionaron en el grupo ASUAG-SSIH en 1983. Dos años después, el creador de Swatch, Nicolas Hayek, tomó el control de la compañía, juntándola con Swatch y formando SMH, renombrada en 1998 como Grupo Swatch.
Se puso al frente de la marca a Jean-Claude Biver, que empleó técnicas de mercadotecnia como la publicidad por emplazamiento (notablemente en las películas de James Bond) y el patrocinio de celebridades (como Cindy Crawford, Michael Schumacher o Pierce Brosnan). Biver dejó Omega en 2003, después de haber dirigido la "deslumbrante" recuperación de la empresa.
Los últimos años han venido marcados por la adopción del escape coaxial. En 1998 Omega presenta el calibre 2500, con base ETAsa y la novedad de un escape coaxial inventado por el relojero británico George Daniels. Sus ventajas teóricas sobre un escape tradicional son una reducción en la fricción, periodos más largos entre revisiones y mejor precisión. En 2007 presenta el calibre 8500, que es de manufactura propia, esto es realizado enteramente por Omega, a diferencia del 2500 anterior.

## Patrocinio

### Juegos Olímpicos
Omega ha sido cronometrador oficial de numerosas Olimpíadas desde Los Ángeles en 1932 hasta las de Brasil en 2016. Omega fue la creadora de la primera cámara foto-finish en 1949. En los juegos de Helsinki en 1952, Omega presentó un sistema electrónico de medición de tiempos, que tenía una precisión asombrosa para la época, medio segundo por día. En 1961 se presenta el Omegascope, que superpone sobre la imagen en retransmisiones televisivas los tiempos cronometrados. En los campeonatos de Europa de Atletismo de 1966, los tiempos cronometrados por ese sistema se aceptan como medición oficial para las pruebas. En 1967, se introducen los "paneles de contacto" para cronometrar los tiempos en natación, usados hasta hoy. Omega ha patrocinado numerosos torneos de golf, ecuestres o de natación.

## Primer reloj en la Luna

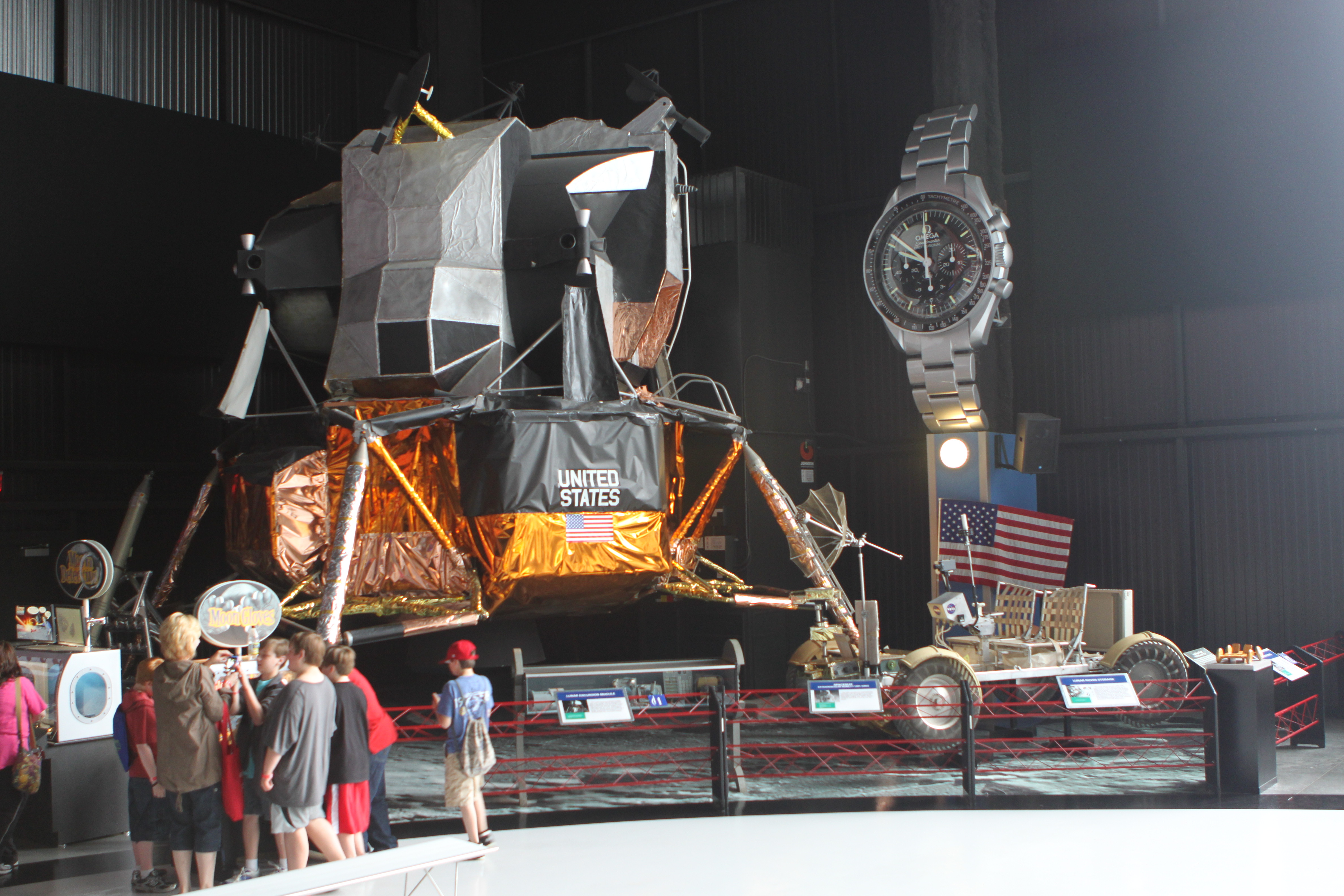
Módulo lunar con una réplica del Speedmaster Professional al fondo.

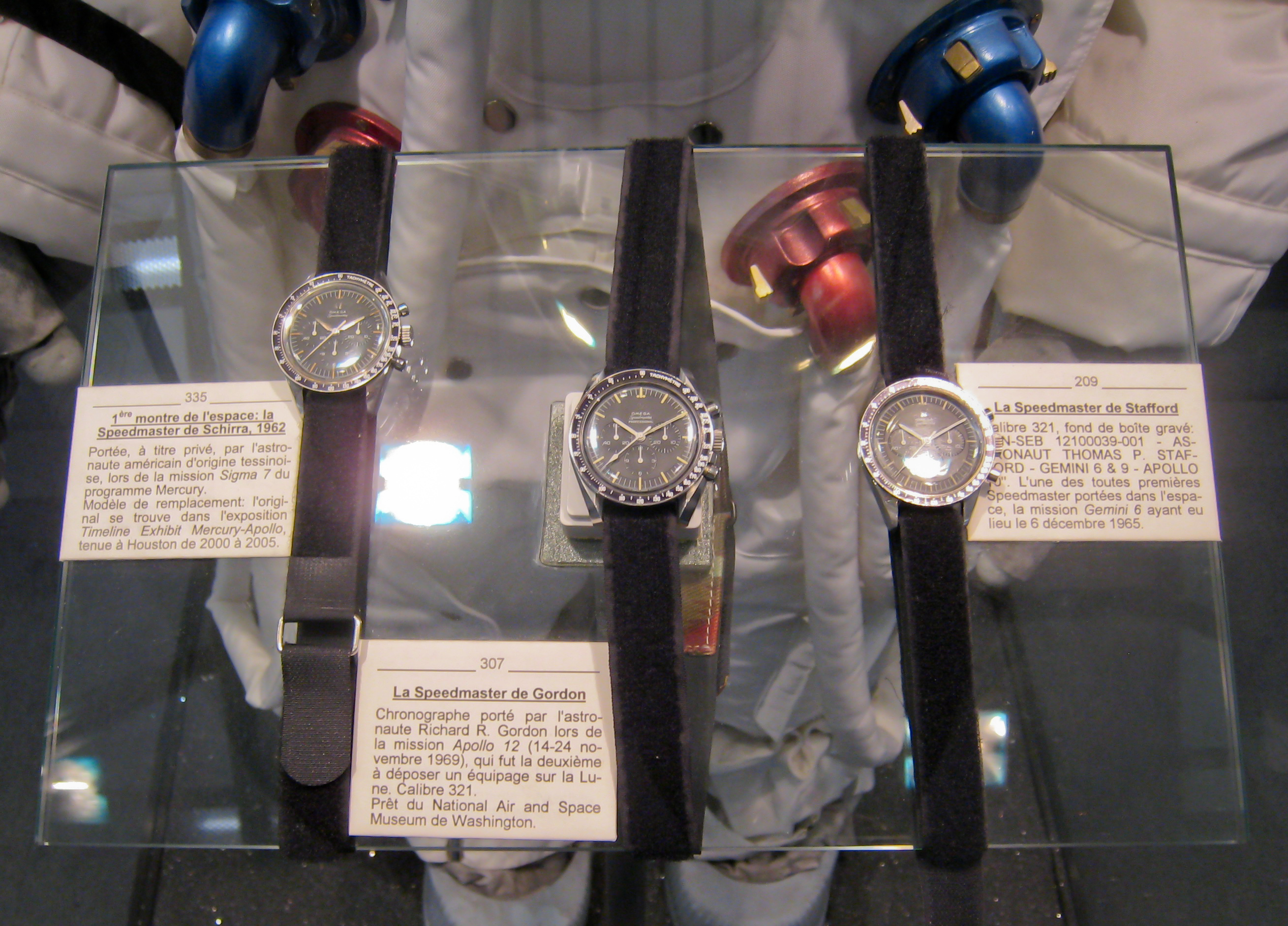
Omega SpeedmasterProfessional usados por los astronautas, Schirra, Gordon y Stafford.

Tras el vuelo espacial de Yuri Gagarin se desata una carrera espacial entre rusos y estadounidenses. Después de que fallaran algunos de los relojes que suben al espacio con los primeros astronautas del Programa Mercurio, la NASA busca un reloj que sea resistente para el Programa Gemini, en el que habría paseos espaciales o EVA. Dos ingenieros compraron cronógrafos de 5 prestigiosas firmas, que fueron sometidos sin conocimiento de sus fabricantes a durísimas pruebas de temperaturas extremas, vacío, humedad, golpes, aceleración, vibraciones y ruidos. Los test se completaron el 1 de marzo de 1965 y el único que superó las pruebas fue el Speedmaster, que fue adoptado por la NASA como reloj certificado oficialmente para todas las misiones tripuladas. Previamente a la certificación, dos astronautas, Walter M. Schirra y Gordon Cooper habían volado con sus Speedmaster particulares; tras ésta certificación, la primera tripulación en llevarlo fue el Gemini 3.
En la siguiente misión, Gemini IV, Edward White hace el primer paseo espacial estadounidense con el Omega fijado con un velcro a su traje espacial. Omega descubre el uso de sus relojes por parte de la NASA, y rebautiza al Speedmaster como "Speedmaster Professional".
Con la misión Apolo 11, el Speedmaster se convierte en el primer reloj llevado en la Luna, de la muñeca de Buzz Aldrin. Neil Armstrong tuvo que dejar el suyo en el módulo lunar por un fallo del reloj del LEM. El reloj ha sido conocido desde entonces como "Moonwatch" o "reloj lunar", y Omega ha promocionado el reloj como "El primero y único reloj en la Luna", cosa que no es exacta dado que el astronauta David Scott del Apolo 15 llevó un reloj Bulova a título personal (si bien durante años se creyó que era un Waltham). Actualmente, el Speedmaster de Neil Armstrong se conserva en el Museo Nacional del Aire y el Espacio en Washington; sin embargo, el de Aldrin fue robado durante un traslado al museo Smithsonian.
Durante la misión Apolo 13, el astronauta Jim Lovell cronometró con el Speedmaster los 14 segundos de ignición de los motores secundarios para efectuar manualmente la reentrada en la atmósfera terrestre, debido a que el ordenador de a bordo estaba apagado para ahorrar energía. La NASA premió a Omega por el papel desempeñado en la misión con el Premio Snoopy.
Otro hito espacial ocurrió durante el Proyecto de pruebas Apolo-Soyuz. No sólo los astronautas estadounidenses, sino también los cosmonautas soviéticos llevaron el Speedmaster. Los cosmonautas rusos habían llevado hasta entonces relojes Poljot de fabricación rusa, modelos Sturmanskie y Strela.
El Omega Speedmaster fue nuevamente certificado por NASA en 1972 y en 1978. A día de hoy, aunque otros relojes pueden ser usados en el transbordador espacial de la NASA, el único reloj autorizado para Actividad extravehicular sigue siendo el Speedmaster.
Omega hace versiones especiales de este reloj, que son bastante apreciadas por coleccionistas. Periódicamente saca versiones conmemorativas del aniversario de la llegada del hombre a la Luna, la última, 40 aniversario en 2009; pero también ha sacado versiones específicas para Japón, versiones conmemorativas del 50 aniversario del Speedmaster, las conocidas como Speedmaster Missions conmemorativas de diversas misiones Gemini o Apolo en las que ha sido utilizado el reloj, e incluso una con un Snoopy de 2003 que conmemora el premio Snoopy que la NASA otorga a las personas y empresas que han sido especialmente relevantes para el programa, y que recibió Omega al ser utilizado el Speedmaster en un momento crítico de la dramática misión Apolo 13. La NASA no otorgó dicho premio a ningún otro fabricante o modelo presente en la nave.

## Omega y el Agente 007
Desde el año 1995, James Bond ha lucido en cada una de sus películas relojes Omega modelo Seamaster.

La diseñadora Lindy Hemming encargada del vestuario del agente 007 desde la película GoldenEye hasta Casino Royale, indicóː
“Yo luché para que Bond usara un Omega porque quería cambiar a un reloj que sentía que era apropiado para que un comandante naval [británico] usara. Mi padre había estado en la RAF, pero era amable con los hombres de la Armada y recuerdo mucho a un niño que nos visitaba a menudo, y él siempre llevaba este Omega, algo que me fascinó. Su diseño inusualmente deportivo parecía estar construido para el propósito”.
Omega desde 1914, inicio de la Primera Guerra Mundial, suministró relojes a los militares británicos.
| Película                     | Año  | Actor principal | Reloj | Modelo                                       | Características | Imagen |
| ---------------------------- | ---- | --------------- | ----- | -------------------------------------------- | --- | ------ |
| GoldenEye                    | 1995 | Pierce Brosnan  | Omega | Seamaster Professional                       | Ref. 2541.80, esfera texturizada, bisel de color azul, indicadores de horas en forma de círculos y rectángulos verdes, resistencia al agua de 300 metros. |        |
| El mañana nunca muere        | 1997 | Pierce Brosnan  | Omega | Seamaster Professional                       | Hace la primera y única aparición de uno de los relojes de James Bond en los créditos iniciales |        |
| El mundo nunca es suficiente | 1999 | Pierce Brosnan  | Omega | Seamaster Professional                       | En el filme el reloj lleva escondido un arpón y un cable de acero que Bond dispara para anclarlo. El bisel gira en sentido contrario para elevarlo y puede salvar desniveles |        |
| Muere otro día               | 2002 | Pierce Brosnan  | Omega | Seamaster Professional                       | En la película el reloj lleva una válvula de liberación de helio como cebador de un explosivo C4, girando el bisel detona la carga. Llevar un rayo láser que se emite desde la corona. |        |
| Casino Royale                | 2006 | Daniel Craig    | Omega | Seamaster Professional                       | Primera vez que James Bond luce dos relojes Omega El primero con escape coaxial hermético hasta 300 metros y válvula de liberación de helio con esfera azul. |        |
| Casino Royale                | 2006 | Daniel Craig    | Omega | Seamaster Planet Ocean                       | Edición especial con cronómetro co-axial de 45.5 mm de diámetro, escape coaxial hermético hasta 600 metros, esfera negra. |        |
| Quantum of Solace            | 2008 | Daniel Craig    | Omega | Seamaster Planet Ocean                       | Edición limitada de 5007 unidades con cronómetro co-axial de 45.5 mm de diámetro, con escape coaxial hermético hasta 600 metros, esfera negra. |        |
| Skyfall                      | 2012 | Daniel Craig    | Omega | Seamaster Planet Ocean                       | Ref. 232.30.42.21.01.001 |        |
| Skyfall                      | 2012 | Daniel Craig    | Omega | Seamaster Aqua Terra                         | Ref.231.10.39.21.03.003 |        |
| Spectre                      | 2015 | Daniel Craig    | Omega | Omega Seamaster 300 Spectre Edición Limitada | Por primera vez James Bond lleva un reloj creado expresamente para lucir en la película. Caja de 41 mm de acero, bisel rotativo bidireccional que sirve de segundo huso horario, esfera negra con las manecillas e índices rellenos de SuperLuminova color vintage, en la oscuridad luce azul. El segundero es de lollipop, con la punta redonda. |        |

En 2014, Omega lanza una edición única Seamaster Aqua Terra Goldfinger de oro, para celebrar los 50 años de la película. Christie’s lo subastó por casi 88.000 euros.

## Modelos

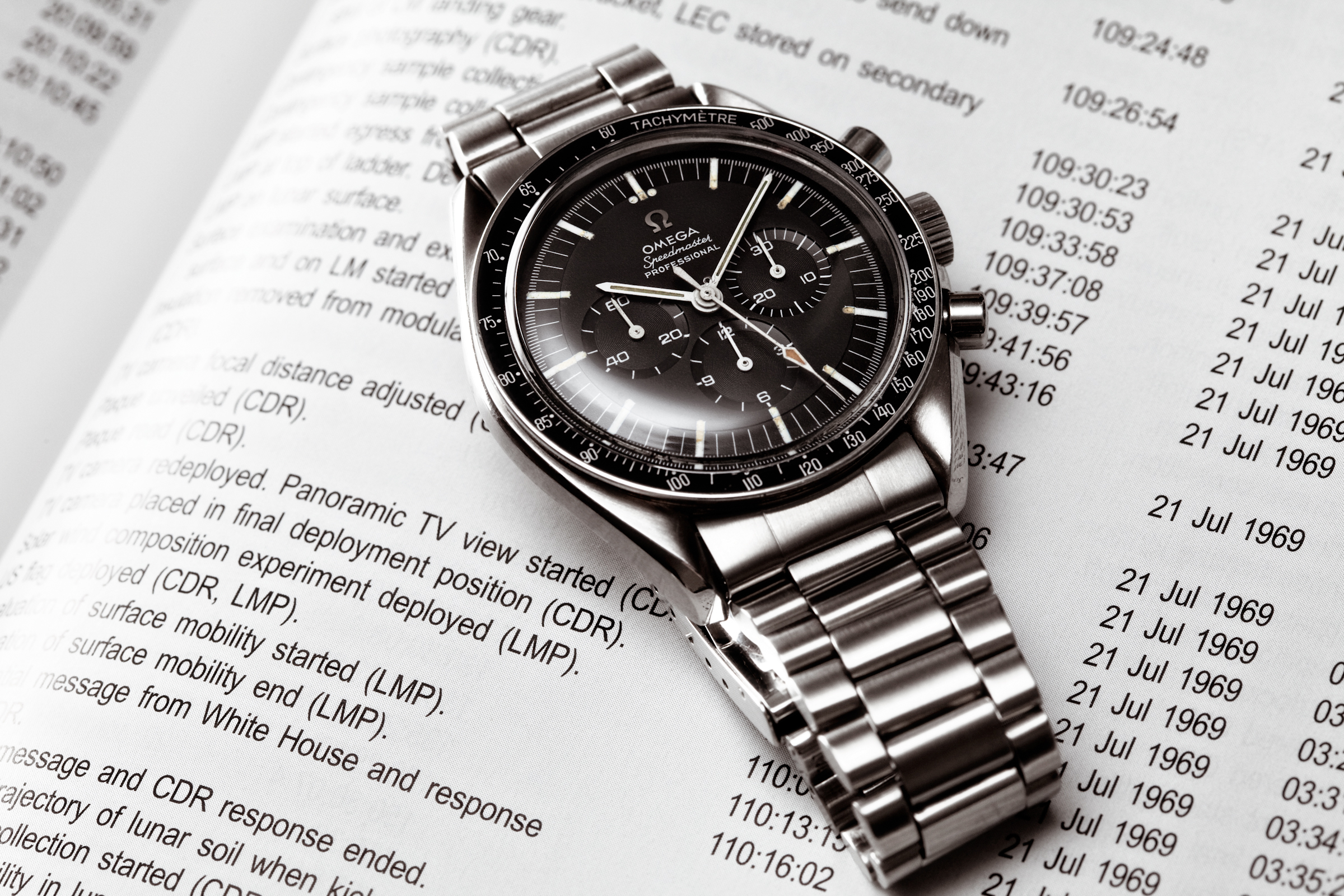
Omega Speedmaster similar al usado en varias misiones espaciales Apolo.

### Caballero
- Constellation
  - Creada en 1952, es una gama de relojes elegantes y de vestir.
- Omega Seamaster
  - Creada en 1948, es la gama submarina de Omega e incluye las sublíneas Planet Ocean, Ploprof, Aqua Terra y Seamaster Bond.
- Omega Speedmaster
  - Creada en 1957, incluye el famoso Omega Speedmaster Professional, así como otras líneas, automáticos, Broad Arrow, Reduced o Ratrappante.
- Deville
  - Creada en 1960, es una gama de relojes elegantes y de vestir.
- Specialities
  - Incluye piezas de joyería, conmemorativas del pasado de la firma y el Central Tourbillon DeVille.

### Dama
- Constellation
- Seamaster
- Speedmaster
- Deville
- Specialities

## Embajadores de la marca
Omega patrocina a varias celebridades para que usen y promocionen sus relojes:
- Buzz Aldrin - Astronauta
- Abhishek Bachchan - Actor
- Eugene A. Cernan - Astronauta
- George Clooney - Actor
- Daniel Craig - Actor
- James Bond - Personaje ficticio
- Cindy Crawford - Modelo
- Sergio García - Golfista
- Nicole Kidman - Actriz
- Greg Norman - Golfista
- Michael Phelps - Nadador
- Michelle Wie - Golfista
- Zhang Ziyi - Actriz